# Wyprawa na Baleary (1113–1115)
Wyprawa na Baleary mająca miejsce między 1113 a 1115 rokiem, była zbrojną ekspedycją chrześcijan przeciwko islamskiej Taifie istniejącej wówczas na wyspach. Wyprawa nosiła wiele znamion krucjaty i za taką jest uznawana. Przygotowania do ataku zaczęły się od porozumienia między Republiką Pizy a Rajmundem III, hrabią Barcelony, zawartego w 1113 roku. Plany sojuszników znalazły wsparcie u papieża Paschalisa II i do ekspedycji przyłączyło się wielu możnowładców z Katalonii, Oksytanii a także kontygnenty z północnej Italii, Sardynii i Korsyki. Inspiracją dla członków wyprawy był prawdopodobnie norweski król Sigurd I, który w czasie krucjaty zaatakował Formenterę. W 1115 roku pokonano muzułmanów na wyspach, ale sukces był krótkotrwały ponieważ już rok później wyznawcy islamu ponownie podbili Baleary. Głównym źródłem traktującym o losach wyprawy jest pizańska Liber maiolichinus de gestis Pisanorum illustribus.

## Przygotowania
W 1085 roku papież Grzegorz VII nadał Republice Pizy prawa do Balearów, co stanowiło później podstawę republiki do roszczeń odnośnie do tych wysp. We wrześniu 1113 roku pizańska flota mająca zaatakować Majorkę, w wyniku burzy zeszła z kursu i wylądowała w pobliżu Blanes w Katalonii. Nie zniechęceni niepowodzeniem Pizańczycy spotkali się z hrabią Barcelony w porcie Sant Feliu de Guíxols, gdzie 7 września podpisali sojusz, zakładający współpracę handlową. Kupcy włoskiej republiki dostali specjalne przywileje na terenach hrabstwa.
W ocalałym fragmencie traktatu nie znajdujemy wzmianki o sojuszu militarnym ani planów wspólnego ataku na Baleary. Być może porozumienie dotyczące współdziałania wojskowego zostało zawarte ustnie lub znajdowało się w zaginionej części tekstu. Niezależnie od rodzaju porozumienia, wspólną wyprawę zaplanowano na 1114 roku. Głównym celem było zniszczenie pirackich gniazd na Balearach, których mieszkańcy byli postrachem chrześcijańskiej ludności żyjącej na wybrzeżach Morza Śródziemnego. Po rozmowach, większość floty pizańskiej powróciła do Italii, ale załogi uszkodzonych okrętów pozostały na miejscu, przygotowując maszyny oblężnicze. Wiosną 1114 roku z Pizy wyruszyła nowa flota, kŧóra płynąc wzdłuż francuskiego wybrzeża znalazła się przy brzegach dzisiejszej Hiszpanii.
Okręty oprócz wojsk przewiozły także kardynała Bosone, specjalnego wysłannika papieża, który był gorącym zwolennikiem wyprawy, co znalazło wyraz w bulli z 1113 roku i ofiarowaniu papieskiego sztandaru uczestnikom wyprawy. Flota inwazyjna przed wyruszeniem na Baleary liczyła 300 statków pizańskich, 120 Katalońskich i Oksytańskich. Siły lądowe składały się z wojsk italskich i katalońskich wraz z oksytańskimi. W skład wojsk italskich  wchodziła armia pizańska, a także kontygnenty z Florencji, Lukki, Pistoi, Sieny, Rzymu, Volterry, Sardynii i Korsyki. W skład wojsk katalońskich i oksytańskich wchodziły oddziały prowadzone przez Rajmunda III z Barcelony, Huga II z Empúries, Rajmunda Folca II z Cardony, Alfonsa Jordana z Tuluzy, Wilhelma V z Montpellier, Aimeryka II z Narbony oraz Bernard Ato IV, głowa rodu Trencavel.

## Podbój i utrata
Połączona flota krzyżowców zaatakowała Ibizę w Czerwcu, niszcząc jej obronę. Ibiza była ważna dla chrześcijan ze względów strategicznych, leżała bowiem między lądem stałym a Majorką, która była centrum taify. Źródła wzmiankują, iż w czasie walk obrońcy chronili się  w jaskiniach, które zdobywane były z dużym trudem. Tak czy inaczej w sierpniu wyspa znalazła się pod kontrolą krzyżowców. Następnym celem była Majorka na kŧórą uderzono w sierpniu, zaraz po zdobyciu Ibizy. Krzyżowcy oblegli Palmę. W czasie przedłużającego się oblężenia hrabiowie Barcelony i Empúries podjęli próbę negocjacji z muzułmanami ale zostały one storpedowane przez kardynała Piotra Moriconi, arcybiskupa Pizy. Hrabiowie prawdopodobnie proponowali muzułmanom odstąpienie od walk pod warunkiem corocznego trybutu i zaprzestania najazdów na wybrzeża Iberii.
Na pomoc oblężonym przyszła Almorawidzka flota, która z zaskoczenia zaatakowała okręty pizańskie. Pizańczykom udało się jednak utrzymać pozycję. 15 kwietnia Palma skapitulowała. Wszyscy jej mieszkańcy zostali pojmani i stanowili część łupu, wielu zostało później sprzedanych jako niewolnicy. Przed kapitulacją Palmy chrześcijanom udało się opanować większość fortec i osad znajdujących się na Balearach. Uwolniono wielu chrześcijańskich jeńców, którym umożliwiono także powrót do Europy. Największym sukcesem wyprawy było jednak położenie kresu pirackim atakom dokonywanym z wysp.
Władza krzyżowców nad Balearami nie utrzymała się jednak zbyt długu. Już rok później zostały one odbite przez Almorawidów.